# August Hagborg
August Hagborg (født 26. maj 1852 i Gøteborg, død 30. april 1921 i Paris) var en svensk maler.
Hagborg studerede på Kunstakademiet i Stockholm 1872-1874. Ved Frankrigs nordkyst fandt Hagborg et nyt miljø og derfra hentede han mange af sine motiver, blandt andet "Lågvatten vid Engelska kanalen", som vistes på Parisersalonen 1879. Maleriet fik medalje af tredje klasse og indkøbtes for Luxembourgmuséets regning. Maleriet blev Hagborgs gennembrud.
Hagborg er repræsenteret på mange museer, for eksempel på Nationalmuseet i Stockholm med blandt andet
oliemaleriet En morgon i Cayeux, Normandiet, som indkøbtes i 1886.